# Belgrano Cargas Sociedad Anónima
Belgrano Cargas Sociedad Anónima (BCSA) fue una empresa ferroviaria argentina, formada por el sindicato Unión Ferroviaria para hacerse cargo de la red de carga del Ferrocarril General Belgrano, un total de 10.841 km de líneas férreas a través del país, que operó entre 1999 y 2013.

## Historia
Durante el período de privatizaciones de la presidencia de Carlos Menem, en 1999 se llevó a cabo la concesión por 30 años de la operación del Ferrocarril General Belgrano, siendo ganada por la sociedad Belgrano Cargas. Al momento de su constitución, la sociedad estaba conformada por la Unión Ferroviaria, con el 51 % de las acciones, por la Cooperativa de Laguna Paiva, con el 48 % de las acciones, y el 1 % restante pertenecía al Estado Nacional.
La empresa rápidamente se vio envuelta en problemas, alegando que el Estado no cumplía con el contrato que establecía que el gobierno debía invertir 250 millones de dólares estadounidenses  en infraestructura que se encontraba en grave estado. Tras una fallida licitación para reestructurar a la compañía, en 2006 se declaró el estado de emergencia y la empresa empezó a ser gerenciada por Sociedad Operadora de Emergencia (SOESA), un conglomerado de empresas liderado por Shima, propiedad de Franco Macri y de la empresa china Sanhe Hopefull Grain & Oil, y con participación del Grupo Emepa y del Grupo Roggio.
En 2008, un decreto dispuso la terminación de la concesión de Belgrano Cargas. En febrero del 2013 la concesión fue intervenida, finalizándose asimismo en abril con el gerenciamiento de SOESA. Ese mes se anunció la reestatización integral del servicio, a cargo de la nueva empresa estatal Belgrano Cargas y Logística.